# Gyula Halasy
Gyula Halasy   (Kisvárda, 19 de juny de 1891 - Budapest, 20 de desembre de 1970) va ser un tirador hongarès que va competir a començaments del segle xx.
El 1924 va prendre part en els Jocs Olímpics de París, on va disputar dues proves del programa de tir. Guanyà la medalla d'or en la prova individual de fossa, mentre en la fossa olímpica per equips fou desè.